# Коломыцевское сельское поселение (Воронежская область)
Коломыцевское сельское поселение — муниципальное образование в Лискинском районе Воронежской области.
Административный центр — село Коломыцево.

## Население
| 2010 | 2012  | 2013  | 2014 | 2015  | 2016 | 2017 |
| ---- | ----- | ----- | ---- | ----- | ---- | ---- |
| 1032 | ↘1008 | ↗1009 | ↘996 | ↗1000 | ↘996 | ↘977 |
| 2018 |       |       |      |       |      |      |
| ↘958 |       |       |      |       |      |      |

## Населённые пункты
В состав поселения входят:
1. село Коломыцево
2. хутор Попасное